# Le Siècle de la raison
Le Siècle de la raison, ou recherches sur la vraie théologie et sur la théologie fabuleuse (titre original en anglais : The Age of Reason: Being an Investigation of True and Fabulous Theology) est un traité déiste écrit par Thomas Paine, radical anglais et révolutionnaire américain du XVIIIe siècle, dans lequel il critique la religion institutionnalisée et conteste l'inerrance de la Bible. Publié en trois parties, en 1794, 1795 et 1807, il jouit d'un grand succès aux États-Unis, où il provoque un réveil déiste de courte durée. Cependant, le public britannique, craignant un radicalisme politique augmenté à la suite de la Révolution française, le reçoit avec plus d'hostilité. Le Siècle de la raison présente des arguments déistes usuels ; par exemple, il souligne la corruption de l'Église chrétienne et critique ses efforts d'acquérir le pouvoir politique. Paine défend la raison au lieu de la révélation, ce qui le mène à rejeter les miracles et à considérer la Bible comme une œuvre littéraire ordinaire plutôt que comme un texte divinement inspiré. Pourtant, Le Siècle de la raison n'est pas athée : il promeut la religion naturelle et argumente en faveur d'un Dieu créateur.
La plupart des arguments de Paine étaient depuis longtemps disponibles à l'élite instruite, mais en les présentant dans un style engageant et irrévérencieux, il rend le déisme attrayant et accessible à un grand public. Le livre est aussi bon marché, ce qui le met à la portée d'un grand nombre d'acheteurs. Craignant la propagation de ce qu'il considère comme des idées potentiellement révolutionnaires, le gouvernement britannique poursuit les imprimeurs et les libraires qui essayent de le publier et distribuer. Le Siècle de la raison n'aboutit qu'à une montée brève de la pensée déiste aux États-Unis. Toutefois, les idées de Paine inspirent et guident beaucoup de libres-penseurs britanniques du XIXe siècle et son style rhétorique continue à influencer des libres-penseurs du XXIe siècle, à l'instar de Christopher Hitchens.

## Contexte historique

### Contexte intellectuel: le déisme britannique duXVIIIesiècle
Le livre de Paine suit la tradition des premiers déistes britanniques du XVIIIe siècle. Ces déistes, tout en maintenant des positions individuelles, partagent néanmoins plusieurs suppositions et arguments, dont Paine traite dans Le Siècle de la raison. La position la plus importante qui unit les premiers déistes est leur appel à « l'enquête rationnelle libre » dans tous les sujets, particulièrement la religion. Soutenant que le christianisme primitif fut fondé sur la liberté de conscience, ils demandent la tolérance religieuse et une fin à la persécution religieuse. Ils exigent aussi que le débat se fonde sur la raison et la rationalité. Les déistes adhèrent à une vue du monde newtonienne ; c'est-à-dire, ils croient que toutes les choses dans l'univers, même Dieu, doivent obéir aux lois de la nature. Sans une idée générale de la loi naturelle, soutiennent les déistes, les explications du fonctionnement de la nature descendraient dans l'irrationalité. Cette croyance dans la loi naturelle conduit à leur scepticisme à propos des miracles. Parce que les miracles doivent être observés pour être validés, les déistes rejettent les histoires dans la Bible des miracles de Dieu et soutiennent que de telles preuves ne sont ni suffisantes ni nécessaires pour prouver l'existence de Dieu. D'une façon similaire, les écritures déistes insistent sur le fait que Dieu est seulement la cause première ou le principe moteur et non pas une divinité qui intervient dans la vie quotidienne des hommes. Les déistes rejettent ainsi la prétention qu'il n'y a qu'une seule « vérité » religieuse révélée ou une seule vraie foi ; la religion ne peut être que « simple, manifeste, ordinaire et universelle » si c'est le produit logique d'un Dieu bienveillant. Ils ont donc distingué entre les « religions révélées » (qu'ils rejettent), comme le christianisme, et la « religion naturelle », ensemble de croyances dérivées du monde naturel qui démontrent l'existence de Dieu (ainsi ils ne sont pas athées).
Tandis que certains déistes acceptent la révélation, la plupart soutiennent que la restriction de la révélation aux petits groupes ou même à une seule personne limite son pouvoir explicatif. De plus, plusieurs constatent que les révélations, chrétiennes en particulier, sont contradictoires et irréconciliables. Selon ces auteurs, la révélation peut renforcer la preuve de l'existence de Dieu déjà apparente dans le monde naturel ; mais elle mène le plus souvent les masses de fidèles à la superstition. La plupart des déistes soutiennent que les prêtres corrompent délibérément le christianisme à leur propre avantage en promouvant l'acceptation des miracles, des rituels inutiles et des doctrines illogiques et dangereuses (ces accusations sont typiquement visées comme priestcraft, ou les « intrigues des prêtres »). La plus mauvaise de ces doctrines était celle du péché originel. En convainquant les gens qu'ils ont besoin de l'aide d'un prêtre pour surmonter leur culpabilité innée, soutiennent les déistes, les chefs religieux ont asservi la population humaine. Les déistes ainsi se voyaient typiquement comme des libérateurs intellectuels.

### Contexte politique: la Révolution française

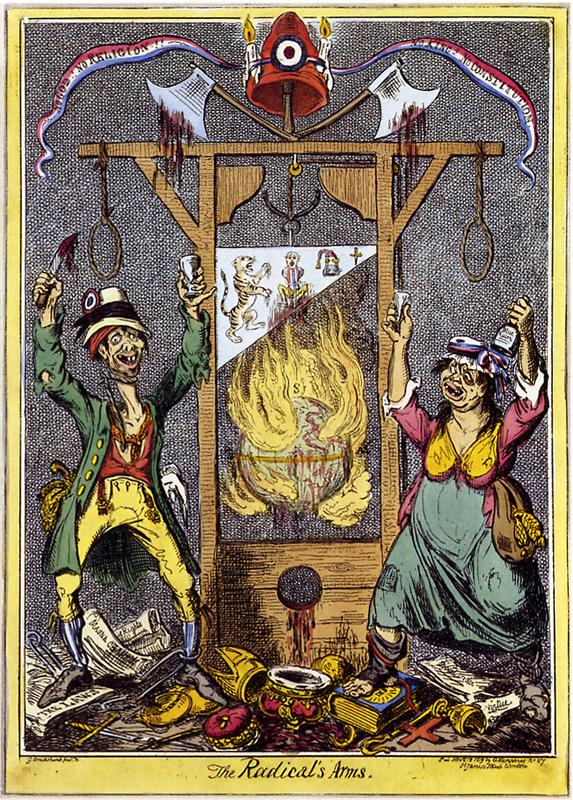
Les Armes du radical (The Radical's Arms, 1819) caricature de George Cruikshank, qui flétrit les excès de la Révolution française

Au moment où la première partie du Siècle de la raison est publiée en 1794, beaucoup de citoyens britanniques et français sont déçus par la Révolution française. La Terreur a commencé, Louis XVI et Marie-Antoinette ont été jugés et exécutés, et la Grande-Bretagne est en guerre avec la France. Les rares radicaux britanniques qui soutiennent encore la Révolution française et ses idéaux épousent le républicanisme et l'athéisme. Ils sont regardés avec méfiance par leurs concitoyens. 
Le Siècle de la raison, avec La Justice politique de William Godwin (1793) et d'autres œuvres, appartiennent à cette époque. Les voix modérées ont disparu : Richard Price, le ministre dissident dont le sermon sur la liberté politique a incité le livre d'Edmund Burke, les Réflexions sur la Révolution de France (1790), est mort en 1791.  Joseph Priestley est forcé de fuir en Amérique après qu'une foule a brûlé sa maison et son église.
Le gouvernement conservateur, dirigé par William Pitt, répond à la radicalisation républicaine en poursuivant plusieurs réformateurs sur les motifs de diffamation séditieuse et trahison, au cours de procès pour trahison en 1794.
En invoquant les procès anti-jacobins et des tentatives d'assassinat de George III, les conservateurs réussissent à faire passer deux actes, appelés parfois les gagging acts (les actes bâillonnants): un sur les « réunions séditieuses », et l'autre sur les « pratiques de trahison ». Ces actes suppriment la liberté d'assemblée pour des groupes radicaux comme la London Corresponding Society (LCS) et encouragent des accusations contre les radicaux sur la base des déclarations « diffamatoires et séditieuses ». Ayant peur des poursuites et désabusés dans la Révolution française, beaucoup de réformateurs s'éloignent de la cause. La LCS, qui unifiait les dissidents religieux et les réformateurs politiques, se fracture quand Francis Place et d'autres dirigeants aident Paine à publier Le Siècle de la raison. Les membres les plus religieux de la Société se retirent en signe de protestation, et la LCS perd à peu près un cinquième de ses membres.

## Histoire de la publication
En décembre 1792, la Grande-Bretagne déclare la seconde partie des Droits de l'homme de Paine séditieuse et l'auteur est forcé de s'enfuir en France pour éviter l'arrestation. Inquiété par la tournure de la Révolution française vers le laïcisme et l'athéisme, il compose la première partie du Siècle de la Raison en 1792 et 1793 :

« Il est dans mes intentions depuis plusieurs années de publier mes réflexions sur la religion. [...] Les événements qui se déroulent en ce moment en France, qui abolissent totalement l'organisation de la prêtrise dans ce pays, ainsi que tout ce qui relève des règles obligatoires de la religion, des articles de foi obligatoires, a non seulement hâté ma décision, mais cela a rendu extrêmement nécessaire un travail de cette nature, de peur que, dans cette situation où tout est basé sur un système de gouvernement faussé, sur une théologie douteuse, nous ne perdions de vue le sens moral, les sentiments humains et la véritable théologie. »

— 
Bien que Paine écrive Le Siècle de la raison pour les Français, il le consacre à ses « concitoyens des États-Unis d'Amérique », en se rapportant à son lien avec les révolutionnaires américains.
La date de la rédaction de la première partie de l'ouvrage n'est pas connue. Selon Edward Davidson et William Scheick, spécialistes de Paine, il écrit le premier brouillon de la première partie probablement fin 1793, mais David Hawke, biographe de Paine donne des raisons pour une date du début 1793. De même, on ne sait pas si une édition française de cette première partie est publiée à ce moment-là. François Lanthenas, qui traduit Le Siècle de la raison en français en 1794, écrit qu'il fut d'abord publié en France en 1793, mais aucun livre qui convient à sa description n'a été positivement identifié. Joel Barlow publie la première édition anglaise du Siècle de la raison, partie I en 1794 à Londres, le vendant pour trois pence seulement.
Sur ces entrefaites, Paine, considéré comme trop modéré par les Jacobins, faction puissante des révolutionnaires français, est emprisonné pendant dix mois en France. Il n'échappe à la guillotine que par accident : la pancarte le désignant pour l'exécution n'est pas bien mise sur la porte de sa cellule. Quand James Monroe assure sa libération en 1794, il commence immédiatement à travailler sur la deuxième partie du Siècle de la raison, malgré sa mauvaise santé. Cette partie est d'abord publiée dans une édition contrefaite par H. D. Symonds à Londres en octobre 1795. En 1796 Daniel Isaac Eaton publie les parties 1 et 2 et les vend au prix d'un shilling et six pence (Eaton plus tard sera forcé de s'enfuir en Amérique après être condamné de la diffamation séditieuse à cause d'autres travaux radicaux qu'il publie). Paine lui-même finance l'expédition de 15 000 copies de son travail en Amérique. Plus tard, François Place et Thomas Williams collaborent sur une édition qui se vendent à 2 000 copies environ. Williams publie aussi sa propre édition, mais le gouvernement britannique le met en accusation et confisque les brochures.
À la fin des années 1790, Paine s'enfuit de la France aux États-Unis, où il écrit la troisième partie du Siècle de la raison : Une inspection des passages dans le Nouveau Testament, cités de l'Ancien et appelés des prophéties concernant Jésus-Christ. Craignant des représailles, Thomas Jefferson le convainc de ne pas le publier en 1802 ; cinq ans plus tard Paine décide de le sortir malgré le contrecoup probable.
À la suite de la sentence de Thomas Williams d'un an de travaux forcés pour avoir publié Le Siècle de la raison en 1797, aucune édition n'est vendue ouvertement en Grande-Bretagne avant 1818 quand Richard Carlile l'inclut dans une édition des œuvres complètes de Paine. Carlile le vend pour un shilling et six pence, et le premier tirage de 1 000 copies se vend en un mois. Il publie immédiatement une seconde édition de 3 000 copies. Comme Williams il est poursuivi en diffamation séditieuse et blasphématoire.
Les poursuites autour du tirage du Siècle de la raison en Grande-Bretagne continuent pendant trente ans après sa sortie initiale et impliquent de nombreux éditeurs ainsi que plus de cent libraires.

## Structure et arguments principaux
Le Siècle de la raison est divisé en trois parties. Dans la première partie, Paine fait un résumé de ses arguments principaux et de sa profession personnelle de foi. Dans les parties 2 et 3 il analyse des portions spécifiques de la Bible afin de démontrer qu'il ne s'agit pas de la parole révélée de Dieu.

### Credo

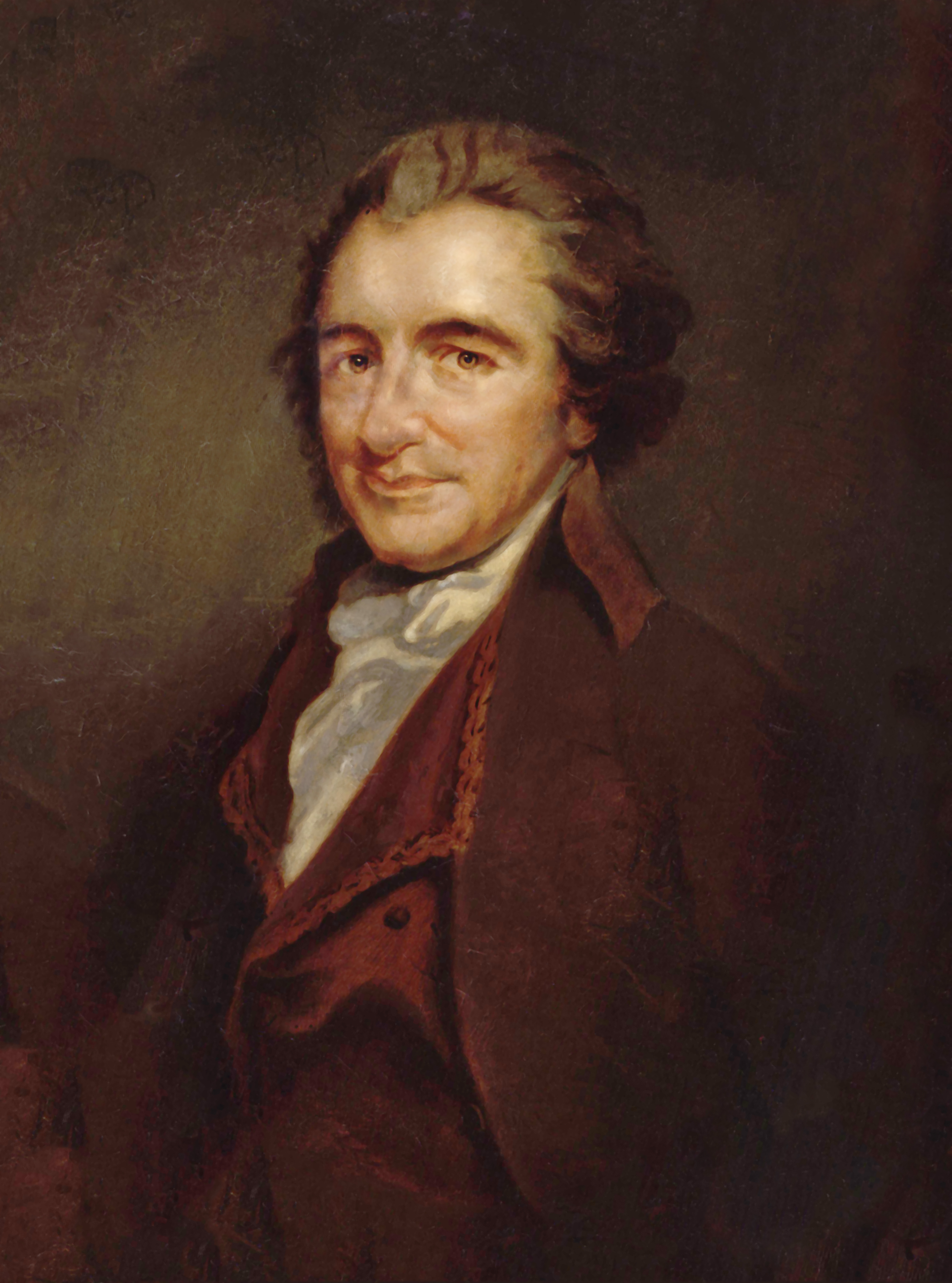
Peinture à l'huile de Thomas Paine par Auguste Millière (1880), d'après une gravure de William Sharp, d'après un portrait fait par George Romney (1792)

Au début de la première partie du Siècle de la raison, Paine déclare sa profession personnelle de foi, à l'imitation des symboles chrétiens :

« Je crois en un Dieu, un seul, et j'aspire au bonheur au-delà de cette vie.

Je crois en l'égalité entre les hommes, et je crois que les devoirs religieux consistent à appliquer la justice, aimer la charité, et s'efforcer de rendre heureux son prochain.

Cependant, de peur que l'on puisse penser que je crois en beaucoup d'autres choses, à côté de celles-là, je vais, dans l'élaboration de cette œuvre, affirmer les choses auxquelles je ne crois pas, et mes raisons de ne pas y croire.

Je ne crois pas en la foi professée par l'Église juive, par l'Église romaine, par l'Église grecque, par l'Église turque, par l'Église protestante, ni par aucune Église de ma connaissance. Mon propre esprit est ma propre Église.

Toutes les Églises institutionnelles nationales, juive, chrétienne, ou turque, ne m'apparaissent pas autrement que des inventions humaines établies pour terroriser et réduire en esclavage l'humanité, et monopoliser le pouvoir et le profit.

Je n'ai pas l'intention, en déclarant cela, de condamner ceux qui croient autrement, ils ont le même droit à leur croyance que moi à la mienne. Cependant, il est nécessaire au bonheur de l'homme qu'il soit mentalement loyal envers lui-même. L'infidélité ne repose pas sur la croyance, ou l'absence de croyance, mais elle consiste à professer une foi que l'on ne possède pas. »

— 
Ce premier passage contient un grand nombre des thèmes principaux du reste du texte : une croyance ferme dans un Dieu-créateur ; un scepticisme à l'égard de la plupart des prétentions surnaturelles (ici la suite de la vie, plus tard dans le texte, les miracles) ; une conviction que les vertus doivent être dérivées d'une considération pour les autres plutôt que pour soi-même ; une animosité contre les institutions religieuses corrompues ; et une emphase sur le droit de conscience de l'individu.

### La raison et la révélation
Paine commence l'Âge de Raison en s'attaquant à la révélation. La révélation, maintient-il, peut seulement être vérifiée par les destinataires individuels du message et c'est donc une preuve faible pour l'existence de Dieu. Paine rejette des prophéties et des miracles, écrivant que « Ce n'est une révélation que pour la première personne, et ouï-dire pour toutes les autres, et par conséquent, elles ne sont pas obligées d'y croire ». Il indique aussi que les révélations chrétiennes semblent avoir changé avec le temps pour s'adapter aux circonstances politiques changeantes. En pressant ses lecteurs d'employer la raison plutôt que compter sur la révélation, Paine soutient que la seule preuve fiable, invariable et universelle de l'existence de Dieu est le monde naturel. « La Bible du déiste », soutient-il, ne doit pas être une invention humaine comme la Bible, mais plutôt une invention divine — la « création ». Ensuite Paine pousse cet argument encore plus loin, affirmant que les mêmes règles de logique et normes de preuve qui gouvernent l'analyse des textes laïcs devraient être appliquées à la Bible. Dans la deuxième partie de l'Âge de Raison, il fera exactement cela, indiquant de nombreuses contradictions dans la Bible.

#### L'analyse de la Bible par Paine
Paine s'interroge sur le caractère saint de la Bible, l'analysant comme un  quelconque autre livre. Par exemple, dans son analyse du Livre des proverbes il soutient que ces dictons sont, « en finesse, [...] inférieurs aux proverbes des Espagnols, et ni plus sages ni plus concis que ceux de l'Américain Franklin ». Décrivant la Bible comme une « mythologie fabuleuse », Paine se demande si elle fut révélée à ses écrivains et doute que les écrivains originaux puissent jamais être connus (il rejette l'idée que Moïse écrivit le Pentateuque, par exemple). Utilisant des méthodes qui ne deviendront usuelles dans les études bibliques qu'au XIXe siècle, Paine analyse la cohérence interne de la Bible et doute de sa justesse historique, concluant qu'elle n'a pas été inspirée de Dieu. Il soutient que l'Ancien Testament et le Nouveau Testament doivent être faux parce qu'ils dépeignent un Dieu tyrannique. « L'histoire de la méchanceté » qui remplit la Bible convainc Paine qu'il s'agit simplement encore d'une autre collection de mythes écrits par des êtres humains et non de la parole révélée de Dieu. Les arguments de Paine contre la Bible affaiblissent souvent ses propres premières œuvres antérieures, qui dépendent dans une grande mesure sur des appels à l'Écriture, mais David Wilson, spécialiste de Paine, écrit, « Paine a souvent sacrifié la cohérence logique à l'avantage polémique immédiat ».

### La religion et l'État

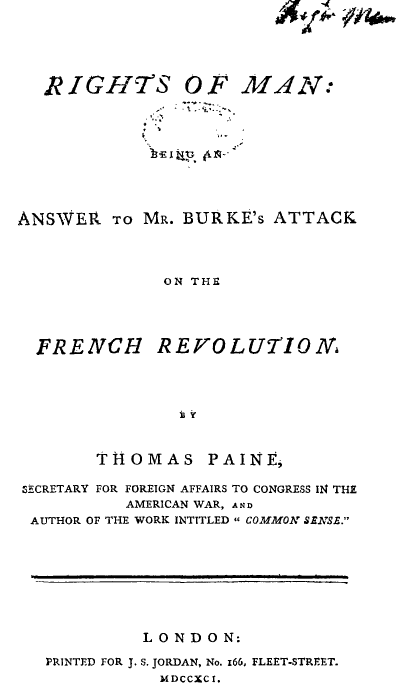
Page de titre des Droits de l'homme (Rights of Man, (1792)

Paine s'attaque aussi aux institutions religieuses, accusant les prêtres de convoiter pouvoir et richesse, et l'Église de s'opposer aux recherches scientifiques. Selon lui, l'histoire du christianisme est caractérisé par la corruption et l'oppression. Paine critique les actions tyranniques de l'Église comme il critiquait celles des gouvernements dans Les Droits de l'homme et Le Sens commun, soutenant que « la théorie chrétienne n'est guère plus que l'idolâtrie des anciens adorateurs des mythes, s'accommodant au pouvoir et au profit. » Cette sorte d'attaque distingue le livre de Paine des autres ouvrages déistes, qui prennent moins d'intérêt à contester les hiérarchies sociales et politiques. Il soutient que l'Église et l'État sont une seule institution corrompue qui n'agit pas dans les meilleurs intérêts du peuple — les deux doivent être radicalement altérés.

« Aussitôt que j'eus publié le pamphlet intitulé « Le sens commun », en Amérique, je vis l'excès possible d'une révolution au niveau d'un gouvernement qui mènerait à une révolution au niveau religieux. Le lien adultère entre l'Église et l'État, quel que soit l'endroit où il s'est établi, [...] avait si effectivement interdit, par des souffrances et des sanctions, toute discussion à propos des premiers principes de religion, que jusqu'à ce que le système de gouvernement ait dû être modifié, ces sujets ne pouvaient pas être abordés loyalement ou ouvertement dans le monde, cependant si cela devait arriver, une révolution dans l'organisation de la religion devrait s'ensuivre. On noterait des inventions humaines et une aptitude à la prêtrise ; et l'homme reviendrait à une croyance pure, sans mélange, et sans compromission en un seul Dieu, et pas plus. »

— 
Comme écrit Jon Mee, spécialiste du radicalisme britannique : « Paine croyait [...] qu'une révolution dans la religion était le corollaire naturel, voire préalable, d'une révolution politique entièrement réussie. » Paine présente une vision, dans les mots de Davidson et Scheick, d'« un âge de liberté intellectuelle, quand la raison triompherait de la superstition, quand les privilèges naturels de l'humanité supplanteraient l'intervention de la prêtrise et la royauté, qui étaient tous les deux des effets secondaires des légendes idiotes politiquement gérées et des superstitions religieuses. » C'est cette vision que les spécialistes appellent le « millénarisme laïque » de Paine et cela apparaît dans toutes ses œuvres — il termine Les Droits de l'homme, par exemple, avec la déclaration, « De ce que l'on voit maintenant, aucune réforme dans le monde politique ne doit être jugé improbable. C'est un siècle des révolutions, dans lequel tout peut se trouver. » Paine « transforma la vision protestante millénaire de l'autorité de Christ sur la terre dans une image laïque d'utopie », soulignant les possibilités du « progrès » et de la « perfectibilité humaine » qui peut s'accomplir par les hommes, sans l'aide de Dieu.

### Les dettes intellectuelles de Paine
Bien que Paine aime dire qu'il lit très peu, ses ouvrages démentent cette déclaration; Le Siècle de la raison a des fondements intellectuels dans les traditions de David Hume, Spinoza et Voltaire. Puisque Hume a déjà fait plusieurs des mêmes « attaques morales sur le christianisme » que popularise Paine dans Le Siècle de la raison, les spécialistes ont conclu que Paine a vraisemblablement lu les œuvres de Hume sur la religion ou a du moins entendu parler d'eux par le cercle de Joseph Johnson. Paine aurait été attiré particulièrement par la description de Hume de la religion comme « une source positive de mal à la société » qui « menait les hommes à être factieux, ambitieux et intolérant ». Une influence encore plus importante sur Paine fut le Traité théologico-politique de Spinoza (1678). Paine aurait découvert les idées de Spinoza par les ouvrages des autres déistes du XVIIIe siècle, notamment Conyers Middleton. Paine connaîtrait vraisemblablement l'esprit moqueur de Voltaire et les ouvrages d'autres « philosophes » déistes français.
Quoique ces traditions philosophiques générales soient des influences claires sur Le Siècle de la raison, Paine doit le plus aux déistes anglais du début du XVIIIe siècle, comme Peter Annet. John Toland a revendiqué l'usage de la raison dans l'interprétation de l'Écriture, Matthew Tindal a argumenté contre la révélation, Middleton a décrit la Bible comme de la mythologie et mis en question l'existence des miracles, Thomas Morgan a disputé les prétentions de l'Ancien Testament, Thomas Woolston a douté de la crédibilité des miracles et Thomas Chubb a soutenu que le christianisme manquait de la morale. Tous ces arguments apparaissent dans Le Siècle de la raison, quoique de façon moins cohérente.

## La rhétorique et le style
La caractéristique la plus distinctive du Siècle de la raison, comme de tous les œuvres de Paine, est son style linguistique. L'historien Eric Foner soutient que les œuvres de Paine « forgèrent un nouveau langage politique » destiné à apporter la politique au peuple, utilisant un style « clair, simple et direct ». Paine a créé « une nouvelle vision—une image utopique d'une société égalitaire et républicaine » et son langage reflète ces idéaux. Il a donné l'origine à des phrases en anglais comme « the rights of man » (« les droits de l'homme »), « the age of reason » (« le siècle de la raison ») et « the times that try men's souls ». Foner maintient aussi qu'avec Le Siècle de la raison Paine « donna au déisme un nouveau ton agressif et explicitement antichrétien ». Il a fait cela en employant le langage « vulgaire » (c'est-à-dire « populaire »), un ton irrévérencieux et même de la rhétorique religieuse.
Dans une lettre à Elihu Palmer, un de ses adeptes les plus loyaux en Amérique, Paine décrit une partie de sa philosophie rhétorique :

« La manière par laquelle on écrivait à ce sujet auparavant, à l'aide des allusions et des intimidations, a produit le scepticisme, mais non pas la conviction. Il faut être audacieux. Certains doivent être raisonnés pour devenir des êtres de bon sens, d'autres doivent être choqués pour qu'ils le deviennent. Dites quelque chose d'effronté qui les fera chanceler, et ils se mettront à penser. »

— 
La rhétorique de Paine attire même les gens des bas niveaux sociaux ; ses phrases vigoureuses transcendent les différences de classe et deviennent des citations connues. 
Une partie de ce qui rend le style de Paine si mémorable est son utilisation effective de la répétition et des questions de pure forme, en plus de la profusion de « l'anecdote, l'ironie, la parodie, la satire, la confusion feinte, les éléments populaires, le vocabulaire concret et [...] des appels au sens commun ». Le style familier de Paine aide le lecteur à entrer dans le texte. Son utilisation du pronom « nous » donne une « illusion que lui et les lecteurs partagent l'activité de la construction d'un argument ». Mettant ainsi l'emphase sur la présence du lecteur et laissant des images et des arguments demi-formés, Paine encourage ses lecteurs de les compléter indépendamment.

### Langage vulgaire
L'élément le plus distinctif du style de Paine dans Le Siècle de la raison est sa « vulgarité ». Au XVIIIe siècle la « vulgarité » était associée avec la bourgeoisie et les classes populaires et non avec l'obscénité. Ainsi, quand Paine célèbre son style « vulgaire » et ses critiques l'attaquent, la dispute s'agit de l'accessibilité du texte et non de la grossièreté. Par exemple, Paine décrit la Chute de cette manière :

« Les mythologues chrétiens, après avoir enfermé Satan dans un puits, ont été obligés de le laisser ressortir, afin de continuer la suite de la fable. Il est alors introduit dans le jardin d'Éden, sous la forme d'un serpent, et sous cette forme il engage une conversation en termes familiers avec Ève, qui n'est nullement surprise d'entendre parler un serpent ; et le résultat de ce tête-à-tête est qu'il la persuade de manger une pomme, et le fait de manger cette pomme condamne toute l'humanité. Après avoir donné à Satan ce triomphe sur toute la création, on aurait pensé que les mythologues de l'Église auraient été assez aimables pour le renvoyer à nouveau dans le puits, ou bien, s'ils ne l'avaient pas fait, auraient placé une montagne au-dessus de lui, (puisqu'ils affirment que leur foi peut soulever une montagne) ou l'auraient enterré sous une montagne, comme les Anciens, afin d'empêcher son retour parmi les femmes pour y faire davantage de bêtises. Pourtant, au lieu de cela, ils le laissent filer, sans même l'obliger à donner sa parole. Le secret de tout cela, c'est qu'ils ne pouvaient pas se passer de lui ; et après s'être donné du mal pour le créer, ils le prièrent de rester. Ils lui promirent TOUS les Juifs, TOUS les Turcs par anticipation, neuf dixièmes du monde en plus, et Mahomet par-dessus le marché. Après cela, qui peut mettre en doute l'immense bonté de la mythologie chrétienne ? Ayant ainsi mené une insurrection et une bataille dans le ciel, dans lesquelles aucun combattant ne pouvait être tué ou blessé — ayant mis Satan dans le puits — l'ayant laissé ressortir — lui ayant permis de triompher de la création entière — ayant damné l'humanité entière pour avoir mangé une pomme, ces mythologues chrétiens raccordent là les deux extrémités de leur fable. Ils représentent Jésus Christ, cet homme vertueux et aimable, comme étant à la fois Dieu et homme, mais aussi le Fils de Dieu, conçu de façon divine dans le but d'être sacrifié parce qu'ils affirment qu'Ève dans sa convoitise avait mangé une pomme. »

— 
Le ton irrévérencieux que Paine combine avec ce style vulgaire sépare son ouvrage de ceux de ces prédécesseurs. Il prend le déisme « des mains de l'aristocratie et [l'apporte] au peuple ».
L'appel rhétorique de Paine « au peuple » attire presque autant de critique que sa raillerie de la Bible. L'évêque Richard Watson, obligé de s'adresser à ce nouveau public dans sa réponse influente à Paine, Une apologie de la Bible, écrit : « J'écrirai ceci et les lettres suivantes dans une manière intentionnellement populaire, espérant que par là elles pourront avoir de bonnes chances d'être lues par cette classe de lecteurs, pour qui votre ouvrage semble être particulièrement calculé, et qui sont les plus susceptibles d'en être blessés. » Mais ce n'est pas que le style qui concerne Watson et d'autres, c'est aussi le fait que le livre de Paine est bon marché. Dans un procès de sédition au début des années 1790, le Procureur Général essaye d'interdire Thomas Cooper de publier sa réponse aux Réflexions sur la Révolution en France de Burke, soutenant que « bien qu'il n'y eût pas d'objection à la brochure quand elle serait dans les mains de la haute société, le gouvernement ne pouvait pas permettre qu'elle apparût à un prix qui assurerait sa circulation parmi le peuple. » Des soucis semblables mènent à la poursuite de ceux qui impriment, publient et distribuent Le Siècle de la raison.

### Ton irrévérencieux

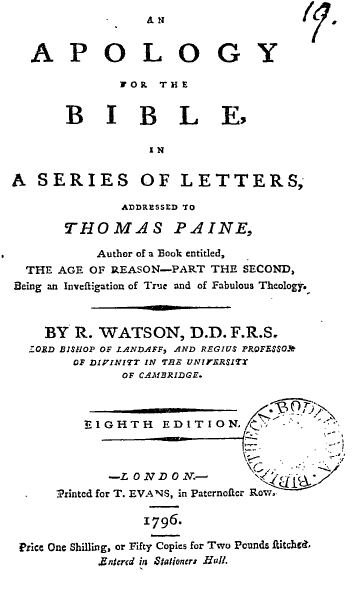
Page de titre de la huitième édition de la duplique de l'évêque Richard Watson à Paine

Le style de Paine est non seulement « vulgaire », mais aussi irrévérencieux. Par exemple, Paine décrit Salomon comme un roué, qui était « spirituel, plein d'ostentation, débauché et finalement mélancolique » ; il « a vécu à toute vitesse et il est mort, fatigué du monde, à l'âge de cinquante-huit ans. » Bien que beaucoup de premiers déistes anglais comptent sur la raillerie pour attaquer la Bible et le christianisme, ils ont un esprit raffiné plutôt qu'un sens d'humour libre comme Paine. Ce sont les premiers déistes des classes moyennes, et non de l'élite instruite, qui initient la sorte de ridicule que Paine rendra célèbre.
C'est le ton dérisoire de Paine qui irrite  le plus certains ecclésiastiques. Comme John Redwood, un spécialiste du déisme, s'exprime : « le siècle de la raison pourrait plus s'appeler plus éloquemment et convenablement le siècle du ridicule, car c'était le ridicule, non pas la raison, qui mettait l'église en danger. » L'Apologie de Watson, en particulier, réprimande Paine directement pour son ton moqueur :

« Je ne suis pas disposé à attribuer de mauvais desseins, de la méchanceté, ni à vous ni à quiconque d'autre ; je ne peux éviter de croire, que vous pensez avoir la vérité de votre côté, et que vous rendez un service au genre humain en tâchant de déraciner ce que vous estimez comme la superstition. Ce que je vous impute, c'est d'avoir tenté de diminuer l'autorité de la Bible plus par le ridicule que par la raison. »

— 

### Influences religieuses
L'éducation quaker de Paine le prédispose aux pensées déistes en même temps qu'elle le met fermement dans la tradition du dissent religieux. Paine reconnaît qu'il est redevable à sa formation quaker de son scepticisme, mais l'estime des quakers pour les propos sans équivoque, valeur exprimée tant explicitement qu'implicitement dans Le Siècle de la raison, influence son écriture encore plus. Comme l'historien E. P. Thompson s'est exprimé, Paine « a ridiculisé la Bible avec des arguments que le mineur ou la paysanne pourraient comprendre. » Sa description de l'histoire de la conception virginale démystifie le langage biblique et suggère que Marie soit juste une autre femme déchue et malheureuse : c'est « le récit d'une jeune femme promise en mariage, et tandis qu'elle est liée à cette promesse, elle est, pour parler crûment, débauchée par un esprit. » Les récits quakers de conversion influencent aussi le style du Siècle de la raison ; Davidson et Scheick soutiennent que « sa déclaration introductoire du but, son sens ardent de l'inspiration intérieure, son expression déclarée du conscience et sa mission évangélique d'instruire les autres » ressemblent aux confessions personnelles des quakers américains.
Paine profite, dans Le Siècle de la raison, de plusieurs styles rhétoriques religieux au-delà de ceux associés au quakerisme, le plus important étant le langage millénaire qui attire ses lecteurs de classe inférieure. En revendiquant que la vraie langue religieuse est universelle, Paine utilise les éléments de la tradition rhétorique chrétienne pour saper les hiérarchies perpétuées par la religion elle-même. La qualité sermonnaire de l'écriture de Paine est un de ses traits les plus reconnaissables. Sacvan Bercovitch, un spécialiste du sermon, soutient que l'écriture de Paine ressemble souvent à celui de la jérémiade ou le « sermon politique » Elle affirme que Paine se sert de la tradition puritaine dans laquelle « la théologie était mariée avec la politique et la politique avec le progrès du royaume de Dieu » Une raison pour laquelle Paine pourrait être attiré à ce style est qu'il aurait brièvement été un pasteur méthodiste, bien que ce fait ne puisse pas être vérifié.

## Réponses et héritage
Le Siècle de la raison provoque une réaction hostile chez la plupart des lecteurs et des critiques, bien que l'intensité de cette hostilité varie selon les personnes et les lieux. Quatre caractéristiques de l'ouvrage concentrent cette animosité : Paine nie que la Bible soit un texte sacré et inspiré, il soutient que le christianisme est une invention humaine, son style permettant de toucher un large lectorat effraye ceux qui sont au pouvoir et son ton irrévérencieux et satirique offense beaucoup de croyants,.

### Grande-Bretagne
Le Siècle de raison provoque assez de colère en Grande-Bretagne pour amorcer non seulement une série de poursuites gouvernementales, mais aussi une guerre autour des brochures. Une cinquantaine de réponses défavorables apparaissent uniquement entre 1795 et 1799 et des réfutations sont encore publiées en 1812. Beaucoup d'entre celles-ci répondent spécifiquement à l'attaque de Paine contre la Bible dans la deuxième partie (quand Thomas Williams est poursuivi pour avoir imprimé la deuxième partie, il devient clair que sa circulation excède de loin celle de la première partie). Bien que les critiques répondent à l'analyse de Paine de la Bible, d'habitude, ils n'adressent pas ses arguments spécifiques. Au lieu de cela, ils préconisent une lecture littérale de la Bible, citant la longue histoire de la Bible comme la preuve de son autorité. Ils lancent aussi des attaques ad hominem contre Paine, le décrivant comme « un ennemi de la pensée juste et de la moralité des hommes décents et raisonnés ». Des dissidents comme Joseph Priestley qui ont approuvé les arguments des Droits de l'homme se détournent de ceux qui sont présentés dans Le Siècle de la raison. Même la Analytical Review, revue libérale, reste sceptique sur les revendications de Paine et prend ses distances avec ses propos. Le déisme de Paine est simplement trop radical pour ces réformateurs plus modérés, ils craignent être assimilés à sa pensée.

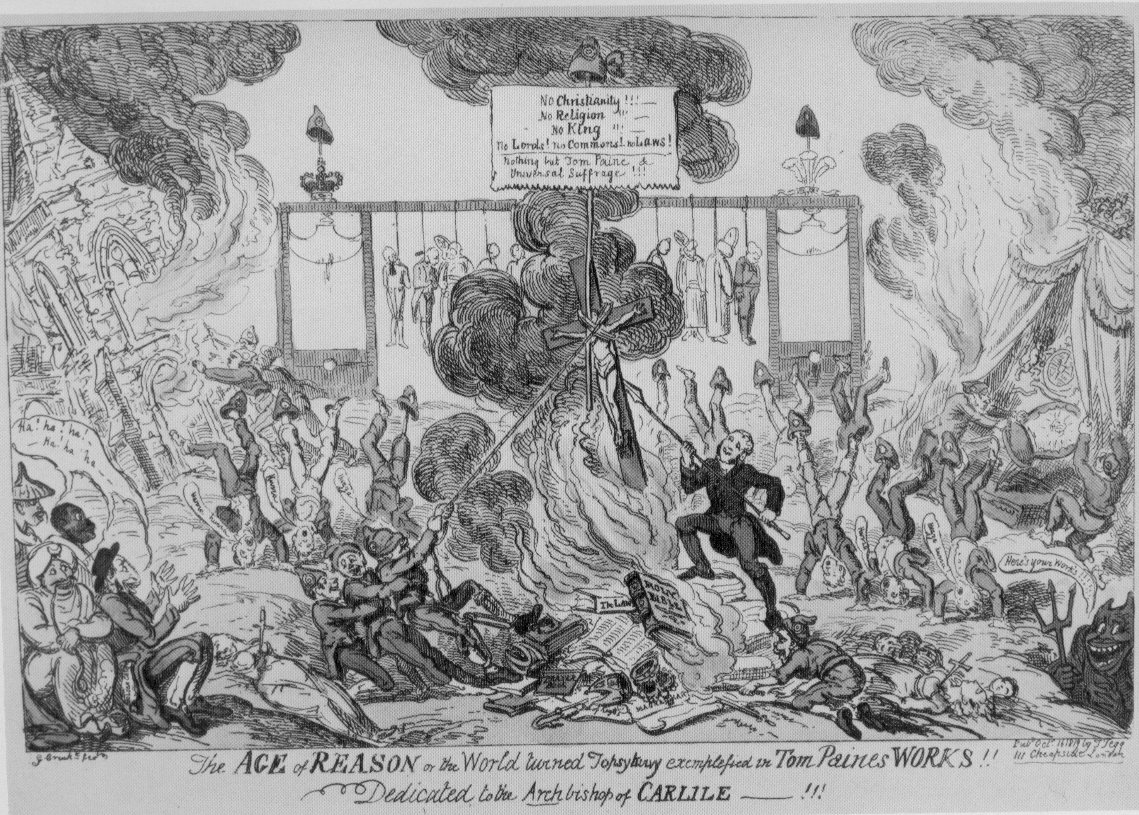
Une caricature de George Cruikshank attaquant Paine, avec la légende : « The Age of Reason; or, the World turned Topsy-turvy exemplified in Tom Paine's Works!» (Le Siècle de la raison, ou le monde mis sens dessus dessous, exemplifié dans les œuvres de Tom Paine)

Malgré l'épanchement de réponses antagoniques au Siècle de la raison, quelques spécialistes soutiennent que le traité déiste de Constantin Volney Les Ruines (les traductions d'extraits de l'original français apparaissent dans des journaux radicaux comme Pig's Meat de Thomas Spence et Politics for the People de Daniel Isaac Eaton) est en réalité plus influent que Le Siècle de la raison. Selon David Bindman, Les Ruines « atteint une popularité en Angleterre comparable à celle des Droits de l'homme ». Cependant, un ministre se plaint que « le mal qui résultait de la dissémination d'une publication aussi pernicieuse était infiniment plus considérable que tout ce qui pouvait provenir du suffrage limité et des parlements septennaux » (d'autres causes populaires de réforme).
Ce n'est qu'après le procès de Richard Carlile en 1818 pour sa publication du Siècle de la raison que le texte de Paine devient « l'anti-Bible de tous les agitateurs populaires du XIXe siècle ». Bien que le livre se vend bien avant le procès, une fois Carlile arrêté et accusé, 4 000 copies sont vendues dans l'espace de quelques mois. Au procès lui-même, qui crée une frénésie médiatique, Carlile lit l'intégralité du Siècle de la raison et le fait entrer dans le rapport du tribunal, assurant une publication encore plus répandue. Entre 1818 et 1822, Carlile prétend avoir « envoyé en circulation près de 20 000 copies du Siècle de la raison ». De même que dans les années 1790, c'est le langage qui irrite les autorités le plus en 1818. Comme Joss Marsh, dans son étude de blasphème au XIXe siècle, remarque, « à ces procès la langue anglaise normale était regardé comme « abusive » et « outrageuse ». La lutte pour la réconnaissance du Siècle de la raison est finie quand des mots comme « plain », « coarse », « common », and « vulgar » ont pris un sens péjoratif. » Carlile est reconnu coupable de blasphème et condamné à un an en prison, mais il y passera six ans parce qu'il refuse les « conditions légales » par rapport à sa remise en liberté. 
La nouvelle rhétorique de Paine commence à dominer le journalisme radical et populaire du XIXe siècle, particulièrement chez les libres-penseurs, les chartistes et les owenites. On peut voir son legs dans le périodique radical de Thomas Wooler The Black Dwarf, les nombreux journaux de Richard Carlile, les ouvrages radicaux de William Cobbett, les périodiques de Henry Hetherington les Penny Papers et le Poor Man's Guardian, les travaux du chartiste William Lovett, les journaux et les livres de George Holyoake sur l'owenisme et le New Reformer de Charles Bradlaugh. Un siècle après la publication du Siècle de la raison, la rhétorique de Paine est toujours utilisée : Le Bible Handbook (1888) de George Foote « malmène systématiquement les chapitres et les vers pour faire ressortir des « contradictions », des « absurdités », des « atrocités » et des « obscénités », exactement dans la manière du Siècle de la raison de Paine » Le   périodique  The Freethinker (fondé en 1881)  soutient,  comme  Paine, que  les « absurdités de la foi » peuvent être « tuées avec le rire ». En Grande-Bretagne, c'est cette tradition libre-penseuse qui continue le legs de Paine.

### France
Le Siècle de la raison, bien qu'il soit destiné aux Français, fait peu d'effet sur la France révolutionnaire. Paine écrit que « le peuple de la France courait précipitamment vers l'athéisme et j'ai fait traduire l'ouvrage dans leur langue, pour les arrêter dans cette course, et de les fixer au premier article [...] de la profession foi de tout homme qui a une profession : « je crois en Dieu ». » Les arguments de Paine sont déjà communs  et  accessibles en France ; ils sont, dans un sens, déjà rejetés.
Lors de son séjour en France, Paine forme l'Église de théophilanthropie avec cinq autres familles ; cette religion civile tient comme dogme central que l'homme doit adorer la sagesse et la bienveillance de Dieu et imiter ces attributs divins autant que possible. L'église n'a aucun prêtre ni ministre et le sermon Biblique traditionnel est remplacé par des cours ou des homélies scientifiques sur les enseignements des philosophes. Elle célèbre quatre festivals honorant saint Vincent de Paul, George Washington, Socrate et Jean-Jacques Rousseau. Samuel Adams articule les buts de cette église quand il écrit que Paine vise « à rénover le siècle en inculquant dans les têtes des jeunes la crainte et l'amour de Dieu et la philanthropie universelle ». Cependant, l'église se ferme en 1801, quand Napoléon conclut un concordat avec le Vatican.

### États-Unis

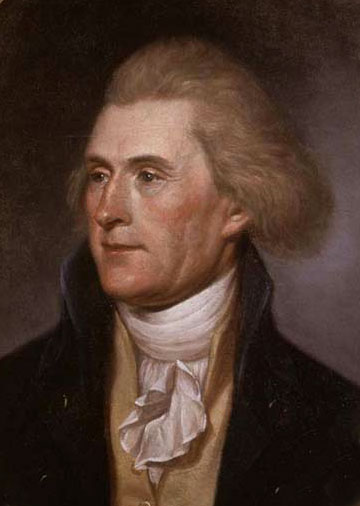
Thomas Jefferson, déiste américain

Aux États-Unis, Le Siècle de la raison cause initialement un « réveil » déiste, mais ensuite est attaqué sévèrement et bientôt oublié. Paine devient si méprisé que Theodore Roosevelt pourra toujours le diffamer comme un « sale petit athée » plus de cent ans plus tard.
À la fin du XVIIIe siècle, l'Amérique est mûre pour les arguments de Paine. Le premier Grand réveil, dans sa démolition de « l'hégémonie calviniste », « crée un climat d'ambivalence théologique et spéculatif » qui accueille bien le déisme. Ethan Allen publie la première défense américaine du déisme, les Oracles of Reason (1784), mais le déisme reste principalement une philosophie de l'élite instruite. Des hommes comme Benjamin Franklin et Thomas Jefferson acceptent ses principes, tout en soutenant que la religion sert le but utile de « contrôle social ». Ce n'est qu'après la publication de l'ouvrage plus divertissant et populaire de Paine que le déisme atteint le reste de la population. Le public est ouvert aux idées, en partie, parce qu'il approuve les idéaux laïcs de la Révolution française. Le Siècle de la raison voit dix-sept éditions et vend des milliers de copies aux États-Unis. Elihu Palmer, « ministre renégat aveugle » et disciple le plus loyal de Paine en Amérique, promeut le déisme dans tout le pays. Palmer publie ce qui est devenu « la Bible de déisme américain », les Principes de la nature, établit des sociétés déistes du Maine à la Géorgie, construit des Temples de la raison partout dans le pays et fonde deux journaux déistes pour lesquels Paine écrira dix-sept essais. Foner écrit que « The Age of Reason est devenu l'ouvrage déiste le plus connu de tous les temps [...] Avant Paine il était possible d'être et chrétien et déiste ; maintenant une telle perspective religieuse est devenue pratiquement insoutenable ». Paine présente le déisme aux masses et, comme en Grande-Bretagne, les élites instruites craignent les conséquences d'un tel ouvrage dans les mains de tant de personnes. Leur crainte les conduit à agir rapidement.
Presque immédiatement après ce grand développement déiste, le deuxième Grand réveil commence. George Spater explique que « la révulsion ressentie contre Le Siècle de la raison de Paine et d'autres pensées antireligieuses était aussi considérable qu'une contre-révolution importante a commencé en Amérique avant la fin du XVIIIe siècle. » Déjà en 1796 on donne à chaque étudiant à Harvard une copie de la réfutation de l'évêque Watson du Siècle de la raison. En 1815, le pasteur Weems, romancier et moraliste américain, publie La Vengeance de Dieu contre l'adultère, dans lequel un des personnages principaux « devait sa chute précoce à la lecture du Siècle de la raison de Paine ». Le texte « libertin » de Paine mène le jeune homme « aux calomnies audacieuses de la Bible », même au point qu'il « jeta à côté sa bonne vieille bible de famille, et comme guide plus sûr au plaisir prit en main Le Siècle de la raison! »
Paine ne peut pas publier la troisième partie du Siècle de la raison en Amérique avant 1807 à cause de l'aversion profonde contre lui. Acclamé seulement quelques années plus tôt comme un héros de la Révolution américaine, Paine est maintenant vilipendé dans la presse et traité de « boueur de faction », « coquin froussard et cynique », « reptile odieux », « archi-bête demi-humaine », « objet de dégoût, d'horreur et de répugnance pour chaque homme honnête sauf le Président des États-Unis [Thomas Jefferson] ». En octobre 1805 John Adams écrit à son ami Benjamin Waterhouse, médecin et scientifique américain :

« Appelez-le donc le Siècle de la Frivolité [...] et je ne m'opposerai pas à ce que vous l'appelez le Siècle de la Folie, du Vice, de la Frénésie, de la Violence, de la Brutalité, des Démons, de Bonaparte, de Tom Paine, le Siècle du Tison Incandescent et du Puits Sans Fond : ce que vous voulez, mais pas le Siècle de la Raison. Je ne sais si aucun autre homme dans le monde a eu plus d'influence sur ses habitants et ses affaires pendant les trente dernières années que Tom Paine. Il ne peut y avoir de satire plus sévère sur notre époque. Car la poltronnerie du genre humain n'a jamais supporté avant, dans aucun siècle du monde, qu'un tel mélange de cochon et de petit chien, engendré par un sanglier sur une loupe, fît une telle carrière de bêtises. Appelez-le donc le Siècle de Paine. »

— 
Adams considère Le Siècle de la raison de Paine non comme l'incarnation du siècle des Lumières, mais comme une « trahison » de ses idéaux. Malgré toutes ces attaques, Paine reste fidèle à ses convictions ; quand il est en train de mourir, une femme vient le rendre visite, prétendant que Dieu l'a chargée de sauver son âme. Paine la renvoie dans les mêmes tons qu'il a utilisés dans Le Siècle de la raison : « bah, bah, ce n'est pas vrai. Vous n'étiez pas envoyée avec un message aussi impertinent [...] Fi donc, il n'enverrait pas une femme vieille et sotte comme vous avec son message. »
Le Siècle de la raison est en grande partie ignoré après 1820, sauf par des groupes radicaux en Grande-Bretagne et des libres-penseurs en Amérique, parmi eux Robert Ingersoll et l'abolitionniste Moncure Daniel Conway, qui édite ses ouvrages et écrit la première biographie de Paine, favorablement passé en revue dans le New York Times. Ce n'est qu'après la publication de l'Origine des espèces de Charles Darwin en 1859 et l'abandon à grande échelle de la lecture littérale de la Bible qu'il cause en Grande-Bretagne, que beaucoup d'idées de Paine sont reconsidérées. Le texte de Paine est toujours publié aujourd'hui, l'un du petit nombre des textes religieux du XVIIIe siècle qui sont largement disponibles. Son message résonne toujours, comme le démontre la déclaration de Christopher Hitchens que « si les droits de l'homme doivent se soutenir dans une époque obscure, il nous faudra un siècle de la raison ». Son livre de 2006 sur les Droits de l'homme se termine avec la déclaration que « dans une époque où les droits et la raison sont attaqués de plusieurs côtés, ouvertement et secrètement, la vie et l'œuvre de Paine feront toujours partie de l'arsenal sur lequel on aura besoin de compter. »

### En anglais
- David Bindman, «  'My own mind is my own church': Blake, Paine and the French Revolution », dans Alison Yarrington et Kelvin Everes (dir.), Reflections of Revolution: Images of Romanticism, London, Routledge, 1993  (ISBN 0415077419)
- Gregory Claeys, Thomas Paine: Social and political thought, Boston, Unwin Hyman, 1989
- Harry Hayden Clark, « Thomas Paine's Theories of Rhetoric », dans Transactions of the Wisconsin Academy of Sciences, Arts, and Letters, vol. 28, 1933, p. 307-39
- Edward H. Davidson et William J. Scheick, Paine, Scripture, and Authority: The Age of Reason as Religious and Political Idea, Bethlehem, Lehigh University Press, 1994  (ISBN 0934223297)
- Ian Dyck (dir.), Citizen of the World: Essays on Thomas Paine, New York, St. Martin's Press, 1988  (ISBN 0312013000)
- Eric Foner, Tom Paine and Revolutionary America, London, Oxford University Press, 1976  (ISBN 0195021827)
- Jack Fruchtman Jr., Thomas Paine and the Religion of Nature, Baltimore, Johns Hopkins University Press, 1993  (ISBN 0801845718)
- Richard Gimbel, « The First Appearance of Thomas Paine's The Age of Reason », Yale University Library Gazette, vol. 31, 1957, p. 87-89
- J. F. C. Harrison, « Thomas Paine and Millenarian Radicalism », Citizen of the World: Essays on Thomas Paine, Ian Dyck, New York, St. Martin's Press, 1988  (ISBN 0312013000)
- David Freeman Hawke, Paine, New York, Harper & Row, 1974  (ISBN 0060117842)
- James A. Herrick, The Radical Rhetoric of the English Deists: The Discourse of Skepticism, 1680-1750, Columbia, University of South Carolina Press, 1997  (ISBN 1570031665)
- Robert Hole, Pulpits, politics and public order in England, 1760-1832, Cambridge, Cambridge University Press, 1989  (ISBN 0521364868)
- Bruce Kuklick, « Introduction », Paine: Political Writings, éd. rév., Cambridge, Cambridge University Press, 1997  (ISBN 0521667992)
- Joss Marsh, Word Crimes: Blasphemy, Culture, and Literature in Nineteenth-Century England, Chicago, University of Chicago Press, 1998  (ISBN 0226506916)
- Jon Mee, Dangerous Enthusiasms: William Blake and the Culture of Radicalism in the 1790s, Oxford, Clarendon Press, 1992  (ISBN 0198122268)
- John Redwood, Reason, Ridicule and Religion: The Age of Enlightenment in England, 1660- 1750, London, Thames and Hudson, 1976  (ISBN 0674749537)
- Caroline Robbins, « The Lifelong Education of Thomas Paine (1737-1809): Some Reflections upon His Acquaintance among Books » Proceedings of the American Philosophical Society vol. 127.3, 1983, p. 135-42
- Edward Royle (dir.), The Infidel Tradition from Paine to Bradlaugh, London, Macmillan Press Ltd., 1976  (ISBN 0333174348)
- Shirley Samuels, « Infidelity and Contagion: The Rhetoric of Revolution », Early American Literature vol. 22, 1987, p. 183-191
- Olivia Smith, The Politics of Language, 1791-1819, Oxford, Clarendon Press, 1984  (ISBN 0198128177)
- James H. Smylie, « Clerical Perspectives on Deism: Paine's The Age of Reason in Virginia », dans Eighteenth-Century Studies vol. 6.2, 1972-3, p. 203-220
- George Spater, « Introduction », dans Ian Dyck (dir.), Citizen of the World: Essays on Thomas Paine, New York, St. Martin's Press, 1988  (ISBN 0312013000)
- E. P. Thompson, The Making of the English Working Class, New York, Vintage Books, 1966  (ISBN 0394703227)
- Kerry S. Walters, Rational Infidels: The American Deists, Durango (Colorado), Longwood Academic, 1992  (ISBN 089341641X)
- Richard Watson, An Apology for the Bible, in a Series of Letters, addressed to Thomas Paine, Philadelphia, James Carey, 1979
- Joel H. Wiener, « Collaborators of a Sort: Thomas Paine and Richard Carlile », dans Ian Dyck (dir.), Citizen of the World: Essays on Thomas Paine, New York, St. Martin's Press, 1988  (ISBN 0312013000)
- David A. Wilson, Paine and Cobbett: The Translatlantic Connection, Kingston et Montréal, McGill-Queen's University Press, 1988  (ISBN 0773510133)
- Walter Woll, Thomas Paine: Motives for Rebellion, Francfort-sur-le-Main, Peter Lang, 1992  (ISBN 3631448007)

### En français
- Nathalie Caron, Thomas Paine contre l'imposture des prêtres, Paris, L'Harmattan, 1999  (ISBN 2738471935)

## Quelques tirages modernes duSiècle de la raison
- Thomas Paine, The Age of Reason, Philip S. Foner (dir.), New York, Citadel Press, 1974  (ISBN 0806505494)
- Thomas Paine, Thomas Paine: Collected Writings, Eric Foner (dir.), Library of America, 1995  (ISBN 1883011035)
- Thomas Paine, The Life and Major Writings of Thomas Paine, Philip S. Foner (dir.), Replica Books, 2000  (ISBN 0735100772)
- Thomas Paine, The Thomas Paine Reader, Michael Foot et Isaac Kramnick (dir.), New York, Penguin Books, 1987,  (ISBN 0140444963)

### En français
- Thomas Paine, Le Siècle de la raison (trad. Sam Ayache et Eliane Pénicaud), Paris, L'Harmattan, 2004  (ISBN 2747540987)